# Harry Reid International Airport

Luchthavendiagram

Harry Reid International Airport is het belangrijkste vliegveld voor Las Vegas en Clark County in de Amerikaanse staat Nevada. Het vliegveld ligt naast het zuidelijke einde van de Las Vegas Strip. Het vliegveld, dat vernoemd is naar voormalig senator Harry Reid, is eigendom van Clark County. Het vliegveld heeft vier startbanen op een totale oppervlakte van 1100 hectare. Het vliegveld was tot 2021 bekend als het McCarran International Airport en was vernoemd naar oud senator Pat McCarran.
Gelet op aantallen passagiers stond Harry Reid in 2008 met 44.074.707 passagiers op de 15e plaats van drukste luchthavens ter wereld. Gekeken naar het aantal vliegbewegingen haalde het vliegveld met 578.949 starts en landingen zelfs de 6e plaats.
Harry Reid en het Clark County Department of Aviation, dat het vliegveld bestuurt, zijn volledig zelfbedruipend.
Zowel Southwest Airlines als Allegiant Air gebruikt Harry Reid als focus city (een soort mini-hub). Sinds november 2009 vertrekken meer Southwest-vluchten van Harry Reid dan van welk ander vliegveld ook. Southwest vervoert ook de meeste passagiers van en naar Harry Reid en gebruikt daar 21 gates voor, voornamelijk aan pier C. De grootste niet-Amerikaanse maatschappij is WestJet uit Canada.
In de eerste 11 maanden van 2009 kwam het grootste aandeel passagiers van lijnvluchten op rekening van SouthWest (38,3%), gevolgd door US Airways/US Airways Express (11,8%), United Airlines/United Express (6,9%), Delta Air Lines/Delta Connection (5,6%) en American Airlines (5,5%).
De capaciteit voor het vliegveld wordt geschat op 53 miljoen passagiers en 625.000 vluchten. Er wordt verwacht dat deze aantallen rond 2017 bereikt gaan worden.
In de terminals van de luchthaven zijn meer dan 1200 gokautomaten te vinden.

## Geschiedenis
Op de locatie waar tegenwoordig Harry Reid International Airport ligt, stichtte George Crockett (een afstammeling van Davy Crockett) in 1942 Alamo Airport. In 1948 kocht Clark County het vliegveld met de bedoeling hier een openbaar vliegveld van te maken. Alle commerciële activiteiten verhuisden naar dit vliegveld. Op 20 december 1948 werd het vliegveld omgedoopt tot McCarran Field, ter ere van senator Pat McCarran, die een belangrijke rol speelde in de ontwikkeling van de Amerikaanse burgerluchtvaart.
Begin jaren zestig werden de terminals verhuisd van South Las Vegas Boulevard (de Strip) naar Paradise Road. Het vliegveld verwerkte in die tijd anderhalf miljoen passagiers per jaar. Het ontwerp van terminal was geïnspireerd door de TWA terminal op John F. Kennedy International Airport in New York. Zeven jaar later stond de terminal op zijn beurt model voor de terminal van United Airlines op O'Hare International Airport in Chicago.
In 1978 werd het luchtverkeer in de Verenigde Staten gedecentraliseerd. Luchtvaartmaatschappijen konden voortaan rechtstreeks met de betreffende vliegvelden over vliegroutes onderhandelen, zonder eerst toestemming van de federale autoriteiten te hoeven hebben. Kort daarop verdubbelde het aantal luchtvaartmaatschappijen dat op Harry Reid vloog van zeven naar veertien.
In datzelfde jaar werd een uitbreidingsplan (McCarran 2000) gelanceerd, waartoe in 1982 voor een bedrag van 300 miljard dollar aan obligaties werd uitgegeven. Het plan omvatte onder meer een nieuwe centrale terminal, een parkeergarage van negen verdiepingen, aanleg en uitbreiding van startbanen, extra gates, modernere hulpfaciliteiten voor de passagiers en verbetering van de bereikbaarheid van de luchthaven.
De eerste fase van het plan was voltooid in 1987. Tussen 1986 en 1997 werd op de plaats waar in de jaren zeventig en tachtig nog twee terminals hadden gestaan (een voor American Airlines en een voor Pacific Southwest Airlines) de nieuwe Terminal 2 gebouwd.
In de jaren negentig werden alle gates en incheckbalies voorzien van nieuwe gestandaardiseerde computersystemen, common use terminal equipment (CUTE). Hierdoor hoeven de luchtvaartmaatschappijen zelf geen automatiseringsoplossingen meer te implementeren, waardoor de luchthaven indien nodig eenvoudiger gate- en baliewijzigingen door kan voeren zonder rekening te hoeven houden met de automatiseringsbehoeften van de diverse maatschappijen. Hoewel de internationale luchthavens in Los Angeles en San Francisco al eerder CUTE-hardware geïmplementeerd hadden, was Harry Reid in 2008 de enige grote luchthaven in de Verenigde Staten die volledig voorzien is van CUTE. In Europa en delen van het Verre Oosten is CUTE al veel langer in gebruik.
In 1998 openden de D-gates SE en SW met gezamenlijk 28 extra gates. Het D-gatesproject is een aanpassing op het oorspronkelijke McCarran 2000-plan.
Op 16 oktober 2003 werden SpeedCheck-terminals opgesteld waar passagiers zelf hun instapkaarten kunnen afdrukken. Harry Reid was de eerste Amerikaanse luchthaven waar dit soort terminals opgesteld werden en de eerste ter wereld waar instapkaarten van alle maatschappijen bij dezelfde terminal afgedrukt konden worden. Tegelijkertijd werden zes terminals opgesteld bij het Las Vegas Convention Center waardoor congresgangers hun instapkaarten al op weg naar het vliegveld konden afdrukken. In 2005 werd het systeem uitgebreid, waarna ook bagagelabels afgedrukt konden worden.
In 2003 kondigde de luchthaven aan bezig te zijn met de implementatie van een rfid-gebaseerd bagagevolgsysteem. Harry Reid is een van de eerste luchthavens waar dit systeem luchthavenbreed geïmplementeerd wordt.
Met ingang van 4 januari 2005 is in vrijwel de hele openbare ruimte van de luchthaven gratis draadloos internet beschikbaar. Het was op dat moment de grootste wifi-installatie (180.000 vierkante meter) ter wereld.
In 2005 opende D-gates NE met 10 extra gates.
Op 4 april 2007 werd een gezamenlijke autoverhuurfaciliteit geopend op zo'n 5 kilometer afstand van de terminals, het McCarran Rental Car Center. Deze afstand, plus het feit dat die gedeeltelijk over een autosnelweg (interstate 215) afgelegd moet worden, maken het noodzakelijk dat er permanent pendelbussen rijden. In het McCarran Rental Car Center zijn nagenoeg alle autoverhuurbedrijven onder één dak gehuisvest.
In 2008 opende D-gates NW met 9 extra gates.

## Terminals, maatschappijen en bestemmingen
Terminals
Harry Reid beschikt over twee openbare luchthaventerminals. Daarnaast zijn er terminals voor privévliegtuigen, bedrijven die voor de overheid werken, rondvluchten en vrachtverkeer.
- De meeste vluchten worden afgehandeld via terminal 1. Deze terminal heeft in totaal 96 gates, verdeeld over vier pieren: pier A (A1, A3-A5, A7, A8, A10-A12, A14, A15, A17-A24), pier B (gates B1-B4, B6, B8-B12, B14, B15, B17, B19-B25), pier C (gates C1-C4, C5, C7-C9, C11, C12, C14, C16, C18, C19, C21-C25) en pier D (gates D1-D12, D14, D16-D26, D31-D43, D50-D58). De losstaande pieren C en D zijn door middel van people movers verbonden met de centrale incheck- en bagagehallen.
- Alle internationale en de meeste chartervluchten worden afgehandeld via terminal 2. Deze terminal heeft acht gates (T2-1 tot en met T2-8) waarvan er vier beschikken over faciliteiten voor internationale vluchten.

Bestemmingen
| #  | Luchthaven                                       | Staat      | Passagiers | Belangrijkste maatschappijen                   |
| -- | ------------------------------------------------ | ---------- | ---------- | ---------------------------------------------- |
| 1  | Los Angeles International Airport                | Californië | 919 000    | American, Delta, Southwest, United, US Airways |
| 2  | San Francisco International Airport              | Californië | 902 000    | Southwest, United, US Airways, Virgin America  |
| 3  | Denver International Airport                     | Colorado   | 871 000    | Frontier, Southwest, United                    |
| 4  | Phoenix Sky Harbor International Airport         | Arizona    | 764 000    | Southwest, US Airways                          |
| 5  | Hartsfield-Jackson Atlanta International Airport | Georgia    | 735 000    | AirTran, Delta                                 |
| 6  | Dallas/Fort Worth International Airport          | Texas      | 605 000    | American, US Airways                           |
| 7  | O'Hare International Airport                     | Illinois   | 573 000    | American, Spirit, United                       |
| 8  | Seattle-Tacoma International Airport             | Washington | 522 000    | Alaska, Southwest                              |
| 9  | John F. Kennedy International Airport            | New York   | 520 000    | American, Delta, JetBlue, Virgin America       |
| 10 | Salt Lake City International Airport             | Utah       | 482 000    | Delta, Southwest                               |

## Statistieken
Vanwege een beveiligingsprobleem met de MediaWiki Graph-software is het momenteel niet mogelijk deze grafiek weer te geven. Zodra de software is bijgewerkt zal de grafiek vanzelf weer zichtbaar worden.

## Vrachtvervoer
De volgende vrachtluchtvaartmaatschappijen vliegen van en naar McCarran:
| Maatschappij  | Bestemmingen        |
| ------------- | ------------------- |
| FedEx Express | Memphis             |
| UPS Airlines  | Louisville, Ontario |

In 2004 werd ruim 90.500 ton vracht afgehandeld. Hiervoor is een aparte terminal beschikbaar.

## Bereikbaarheid
Harry Reid is met de auto bereikbaar via Tropicana Avenue (ten noorden van de luchthaven) of via Interstate 215 (ten zuiden van de luchthaven). Twee buslijnen van het openbaar vervoer hebben een halte bij Terminal 1:
- lijn 108 verbindt Harry Reid met Downtown Las Vegas, de omgeving van Fremont Street;
- lijn 109 verbindt Harry Reid met Maryland Parkway, de gezamenlijke autoverhuurfaciliteit en het busstation South Strip, waar overgestapt kan worden op onder andere de ACE Gold Line richting de Strip. De Strip is niet rechtstreeks bereikbaar. Zowel lijn 109 als de ACE Gold Line rijden 24 uur per dag.

De gezamenlijke autoverhuurfaciliteit is zo'n 5 kilometer van de terminals verwijderd en beschikt over 5.000 parkeerplaatsen op een oppervlakte van 280.000 vierkante meter. Veertig bussen zorgen voor gratis vervoer van de terminals naar de verhuurfaciliteit, die toen hij geopend werd huisvesting bood aan elf verhuurmaatschappijen. Vanaf de Strip is de verhuurfaciliteit niet te voet bereikbaar.